# V Carinae
V Carinae är en pulserande variabel  av Delta Cephei-typ (DCEP) i stjärnbilden Kölen. 
V Carinae varierar mellan visuell magnitud +7,08 och 7,82 med en period av 6,69668 dygn.